# TT117
La tombe thébaine TT 117 est située à Cheikh Abd el-Gournah, dans la nécropole thébaine, sur la rive ouest du Nil, face à Louxor en Égypte.
Datant de la XIe dynastie, le nom de son occupant d'origine n'est pas connu ; elle a été réutilisée par Djedmout-iouef-ânkh (Ḏd-mw.t-jw.f-ˁnh) aux XXIe-XXIIe dynasties.